# Ito Ranch

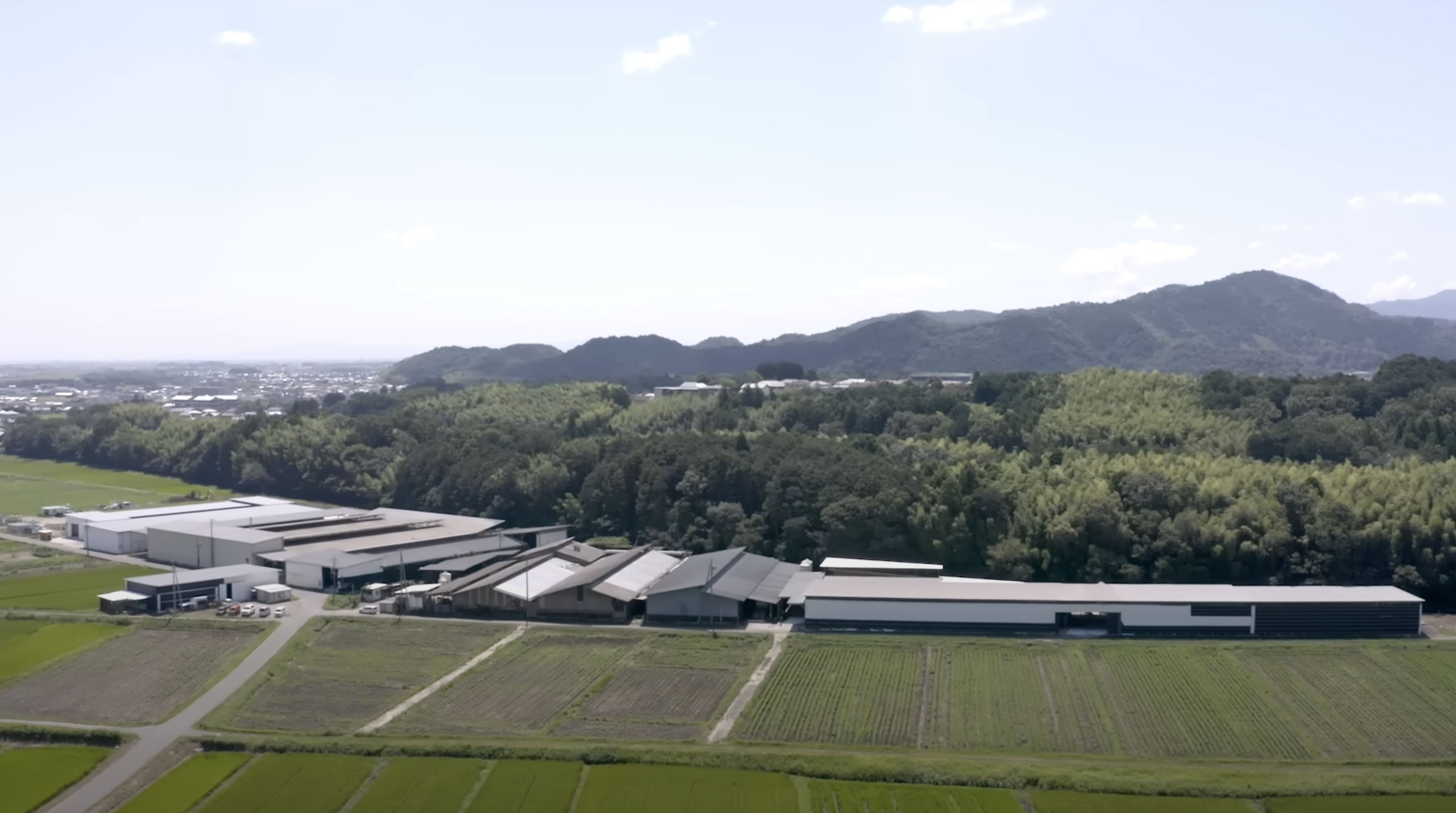
Vista aérea de la granja Ito Ranch en 2023.

Ito Ranch (伊藤牧場) es una granja ganadera de Matsusaka beef ubicada cerca de la ciudad de Tsu, Prefectura de Mie, Japón, dedicada a la cría de vacuno de la raza kuroge wagyū o Japanese Black. Fundada en 1953, la granja es propiedad de Hiroki Ito (伊藤浩基), y está considerada por la industria cárnica del país, y por la prensa extranjera especializada, como la granja que produce la mejor carne de Japón, y del mundo.
La granja ha desarrollado estándares de crianza que, según sus operadores, producen la mejor calidad de carne de vacuno wagyū, y ha logrado seis victorias en el Matsusaka Beef Carcass Contest (松阪肉牛枝肉共進会), el certamen anual que determina la carne de vacuno de más alta calidad. Ito Ranch es la única granja que ha ganado el trofeo en más de dos ocasiones.

## Historia

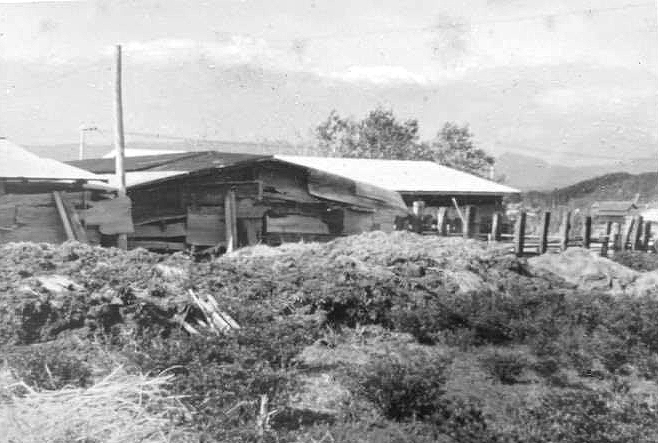
Ichishicho en 1949. Ito Ranch se fundó en este lugar en 1953.

Ito Ranch fue fundado en 1953 con solo 10 vacas por Masakazu Ito (伊藤正一, 1923~2013), abuelo de Hiroki ito, quien estableció su granja en el antiguo pueblo de Ichishicho, hoy parte de Tsu, una tierra bañada por aguas procedentes de los ríos Kumozu, Kushida y Miya. Por aquel entonces, los japoneses comían poca carne y la vaca era contemplada básicamente como un animal de tiro para labranza. Al occidentalizarse Japón, sobre todo tras la Segunda Guerra Mundial, los granjeros de su generación empezaron a criar vacas para consumo de carne. Algunas granjas de la región de Matsusaka se iniciaron en la famosa práctica de masajear las vacas y darles cerveza con el objetivo de relajarlas y estimular su apetito. Masakazu Ito fue uno de ellos.
Hideo Ito (伊藤英雄, 1960~), hijo de Masakazu Ito, fue uno de los granjeros que continuó dicha práctica cuando tomó el mando en 1976 con 64 cabezas de ganado. Hiroki Ito, hijo de Hideo Ito y nieto del fundador, creció en la granja junto a su padre y aprendió de él las técnicas de crianza al uso.
Al heredar la dirección de la granja en 2010, ya con 250 vacas, Hiroki Ito decidió abandonar la práctica de los masajes y la cerveza para centrarse en los cuatro factores que, según él, tienen impacto real en la calidad de la carne: el pedigrí, la dieta, una crianza prolongada y una vida libre de estrés.
En base a sus propias observaciones, decidió que estudiar el pedigrí de la vaca era determinante y aprendió a distinguir un buen ternero fijándose en la herencia genética del animal, así como en su aspecto externo. Con la finalidad de comprobar el resultado de las pruebas aplicadas a su propio método, en 2016 abrió Yakiniku Ito, un restaurante propio a menos de 8 km de la granja, tomando así control sobre la práctica totalidad del ciclo de vida de la vaca en un proceso de aprendizaje y mejora continuos.

## Crianza

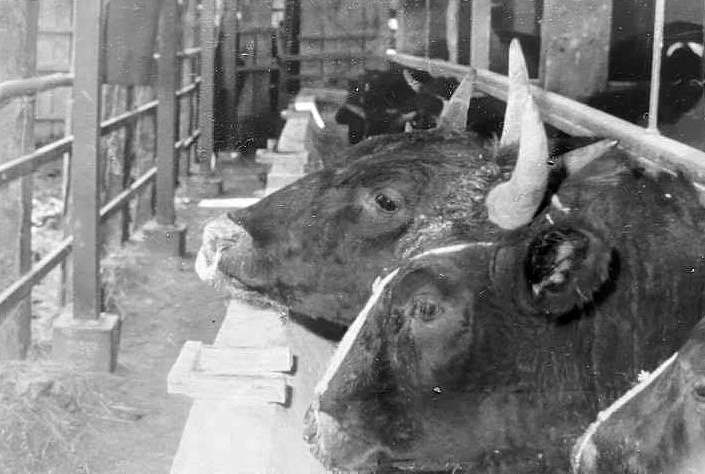
Vacas en Ito Ranch en 1956.

Hiroki Ito emplea la mitad de su tiempo recorriendo Japón en busca de terneros lechales de entre siete y diez meses, que adquiere en las subastas que tienen lugar cada mes en diferentes prefecturas, y por los que paga hasta 1,600,000 yenes japoneses (unos 10.000 €) por ternero.  Estudia su pedigrí y observa detenidamente al ternero, en primer lugar analizando su cara, su frente y sus ojos. Observa también si los cuernos están bien formados. Se fija también el tamaño de la cabeza y el morro. Después mira la vaca por detrás, lomo y cuartos traseros, antes de decidir con altas dosis de intuición qué ejemplar se lleva.
Como manda el canon de Matsusaka Beef, se trata siempre de vacas vírgenes, que nunca han parido. Según Hiroki Ito, “la carne de vacas es más sabrosa y tierna que la de buey”. En su crianza, el factor tiempo es fundamental porque a partir del trigésimo mes los ácidos grasos saturados se convierten en ácidos grasos insaturados. Las vacas de Ito Ranch se crían entre los 35 y los 45 meses, más que en ninguna otra granja, obteniendo una carne más rica en ácido oleico, un punto de fusión más bajo y, como consecuencia, un sabor más dulce y mayor ternura.

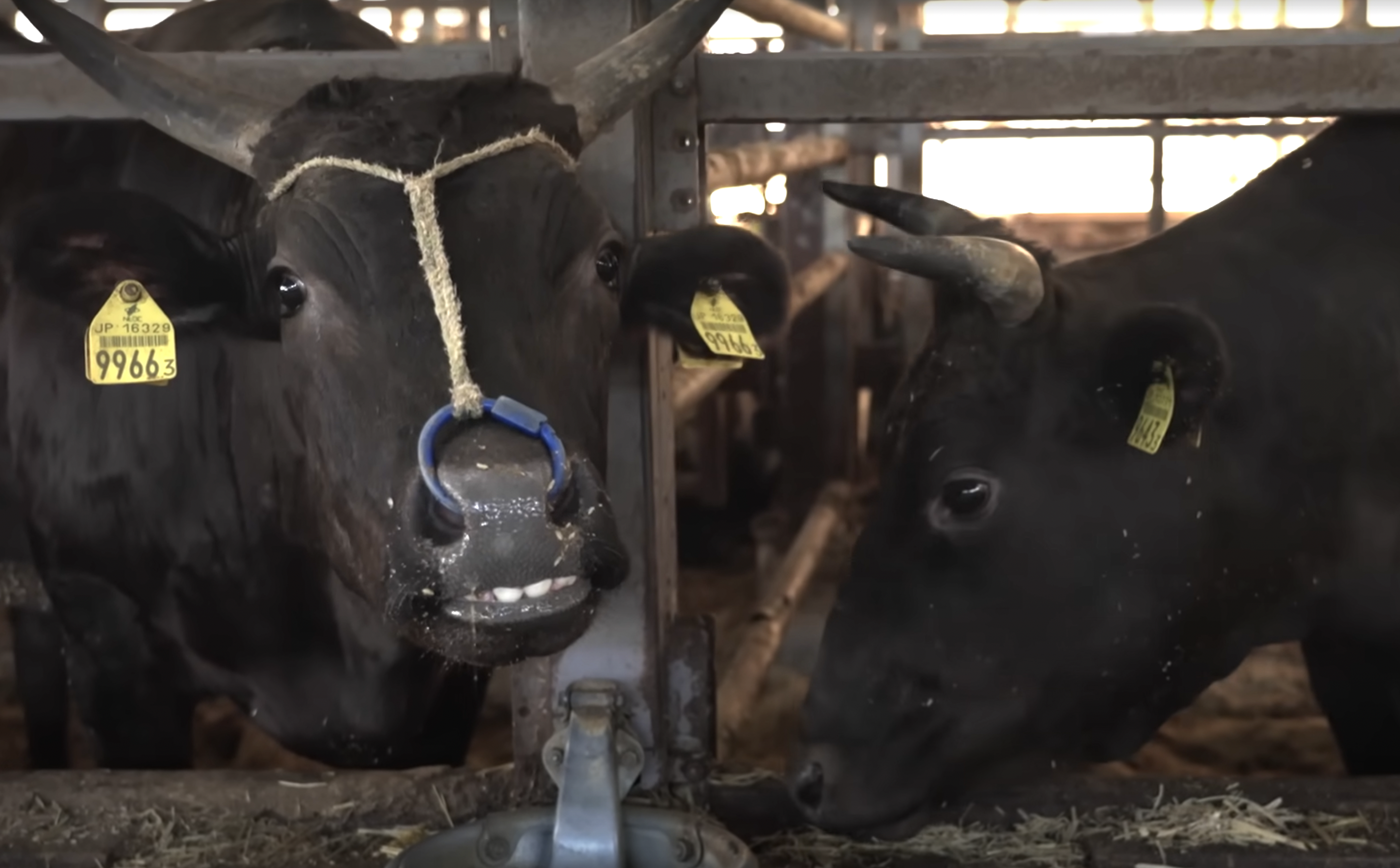
Vacas en Ito Ranch en 2023.

Sin embargo, una crianza superior a los 30 meses conlleva riesgos para el ganadero y requiere más atención y destreza. Con el envejecimiento, las vacas pierden apetito y su capacidad para sentir la temperatura. Sus órganos se debilitan y pueden contraer afecciones habituales como infarto de miocardio o necrosis mortal, dañando la calidad de la carne y arruinando una inversión de 3 años. Por eso, el periodo de crianza habitual en granjas de wagyū es de 25 a 30 meses, de 29 a 30 meses en el caso de Kobe Beef, y de 30 a 32 meses en el resto de granjas de Matsusaka Beef.
En Ito Ranch, cada vaca ocupa un establo individual lo suficientemente grande para dos vacas, lo que permite un “cumplimiento meticuloso de los estándares de calidad en higiene y un cuidado personalizado a cada vaca”, factores fundamentales para crianzas largas. Para aliviar el estrés causado por el fuerte calor del verano, las vacas de Ito Ranch son rociadas con agua fría a través de ventiladores.
Ito Ranch practica a su vez una agricultura sostenible y eco-circular donde las vacas se alimentan de la paja de arroz cosechada con abono orgánico de la propia vaca, que se deja fermentar durante un año. En primer lugar comen esta paja con el propósito de preparar el estómago. Después se les suministra un forraje o alimento concentrado que contiene salvado, avena, soja, pastel de frijoles y maíz.
Una fuerte inversión inicial, la crianza prolongada, la estabulación doble individual y los cuidados personalizados son algunos de los factores que explican unos elevados costes de producción. En promedio, solo la crianza de una vaca en Ito Ranch ya es un 33% más costosa que la de cualquier otra granja de Matsusaka Beef y un 56% más que la de las granjas de Kobe Beef. Al final de la cadena, en el restaurante, 100 gramos de solomillo de Ito Ranch puede costar más de 500 €.

## Crítica
Según un estudio elaborado por la Mie Livestock Research Institute y la Aichi Agricultural Experiment Station, la carne de Ito Ranch llega a alcanzar un punto de fusión de 12 °C, frente a los 17.4 °C en promedio de Matsusaka Beef, los 20 °C de Kobe Beef o los 25.9 °C de otros wagyū.
El Financial Times ha descrito a la carne de Ito Ranch como el "plato estrella del menú más exclusivo del mundo." Ludovic Bischoff escribió para Les Echos que es la carne “más rara, más cara y más sabrosa de Japón”. El crítico Jakob Strobel del diario alemán Frankfurter Allgemeine Zeitung considera a Ito Ranch “mucho mejor que Kobe Beef y Ōmi Beef”.
Según Fernanda Reggero del diario económico italiano Il Sole 24 Ore, "te catapulta a otro mundo." El diario belga De Tijd la presenta como “la perfección definitiva”.
El 20 de septiembre de 2023, en una cata privada con Hiroki Ito celebrada en el Consulado General de Japón en Barcelona, el chef catalán Ferran Adrià afirmó no haber probado nunca una carne igual, considerándola "de otra dimensión". El 16 de marzo de 2023, el primer ministro japonés Fumio Kishida escogió el restaurante Kappo Yoshizawa del barrio de Ginza, en Tokyo, para agasajar al Presidente de Corea del Sur, Yoon Suk-yeol, durante su visita oficial a Japón, con el propósito de hacerle probar la carne de Ito Ranch.

## Solomillo de Ito Ranch

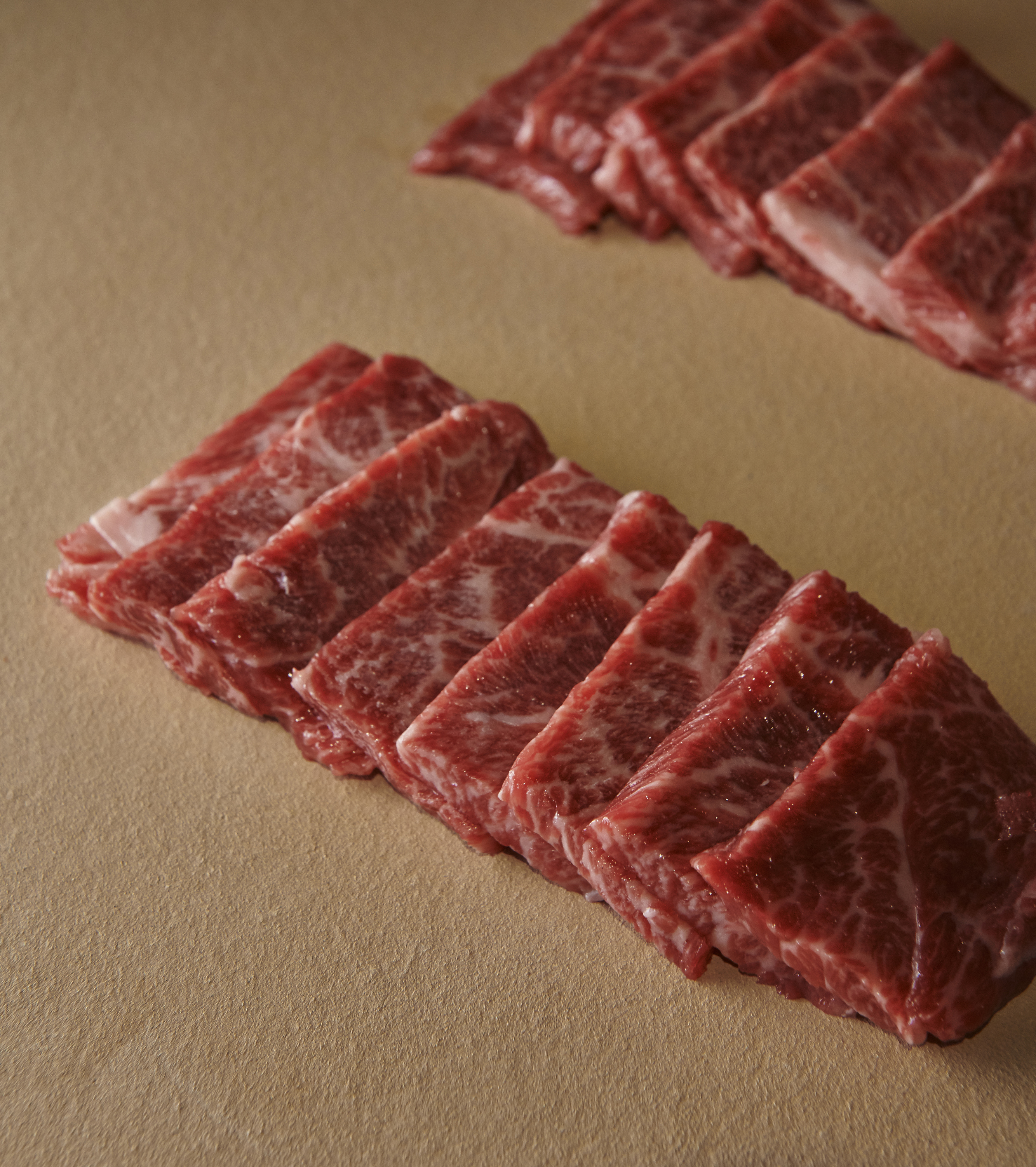
Cortes de solomillo de Ito Ranch.

El solomillo (テンダーロイン, tenderloin) de Ito Ranch fue descrito como "el santo grial de los cortes japoneses de wagyū" en una campaña de promoción de wagyū de diciembre de 2023 realizada por el chef Paul Delrez para la Japan External Trade Organization (JETRO), una institución sin fines de lucro para la promoción. de productos japoneses. Ha sido elogiado de forma similar por los críticos.
En un artículo de investigación para desvelar la mejor carne de res del mundo, Ajesh Patalay del Financial Times señala al solomillo de Ito Ranch por su capacidad de disolverse en la lengua como "un pastel de carne" o un "cuadrado de chocolate negro bovino". Ludovic Bischoff de Les Echos lo describe como “el corte que se derrite en tu mano”. Para el crítico Jakob Strobel del diario alemán Frankfurter Allgemeine Zeitung es "el pináculo de todos los placeres." Els Maes del lifestyle magazine belga Sabato, lo describe de un color rosa claro “más parecido al salmón que a la ternera”. Sobre las características organolépticas, Maes afirma que su textura "recuerda más al mejor trozo de sashimi de pescado azul," para sentenciar que es como "nada que hayamos probado nunca." El magazine HTSI (How To Spend It) del diario italiano Il Sole 24 Ore, habla de “un dulzor y ligereza incomparables”.
Como la carne con un punto de fusión inferior a los 17 °C se adhiere a los grilletes de la parrilla como si fuera mantequilla, Hiroki Ito diseñó una espátula para usarla él mismo en su propio restaurante. El objeto llamó la atención del equipo de Business Insider durante el rodaje de su reportaje “Why Matsusaka Wagyu Is The Most Expensive Beef In The World”, grabado en agosto de 2023. Akaneya Group, la distribuidora para Unión Europea y Reino Unido de la carne de Ito Ranch, encargó 10 copias de dicha espátula, numeradas individualmente, para incluirlas como cubertería del menú degustación estrella de sus restaurantes. A partir de ahí, diferentes medios europeos han otorgado a la espátula un estatus casi de objeto de culto. La periodista italiana Fernanda Roggero de Il Sole 24 Ore cursó una petición a la distribuidora Akaneya Group para hacerse con la espátula número 6, firmada por Hiroki Ito. La número 1 está expuesta en una vitrina del restaurante Marie Akaneya, en París.
La revista especializada en turismo de lujo Condé Nast Traveler destaca que el solomillo de Ito Ranch “es el único corte de carne del mundo que puede llegar a requerir una espátula para agarrarlo y llevártelo a la boca sin que se rompa en el empeño”. El diario La Vanguardia, organizador de la cata oficial de presentación de Matsusaka Beef en Barcelona, presenció cómo el chef catalán Ferran Adrià tuvo que recurrir a dicha espátula para despegar el solomillo de Ito Ranch de una de las barbacoas portátiles que se dispusieron”.

## Licencia

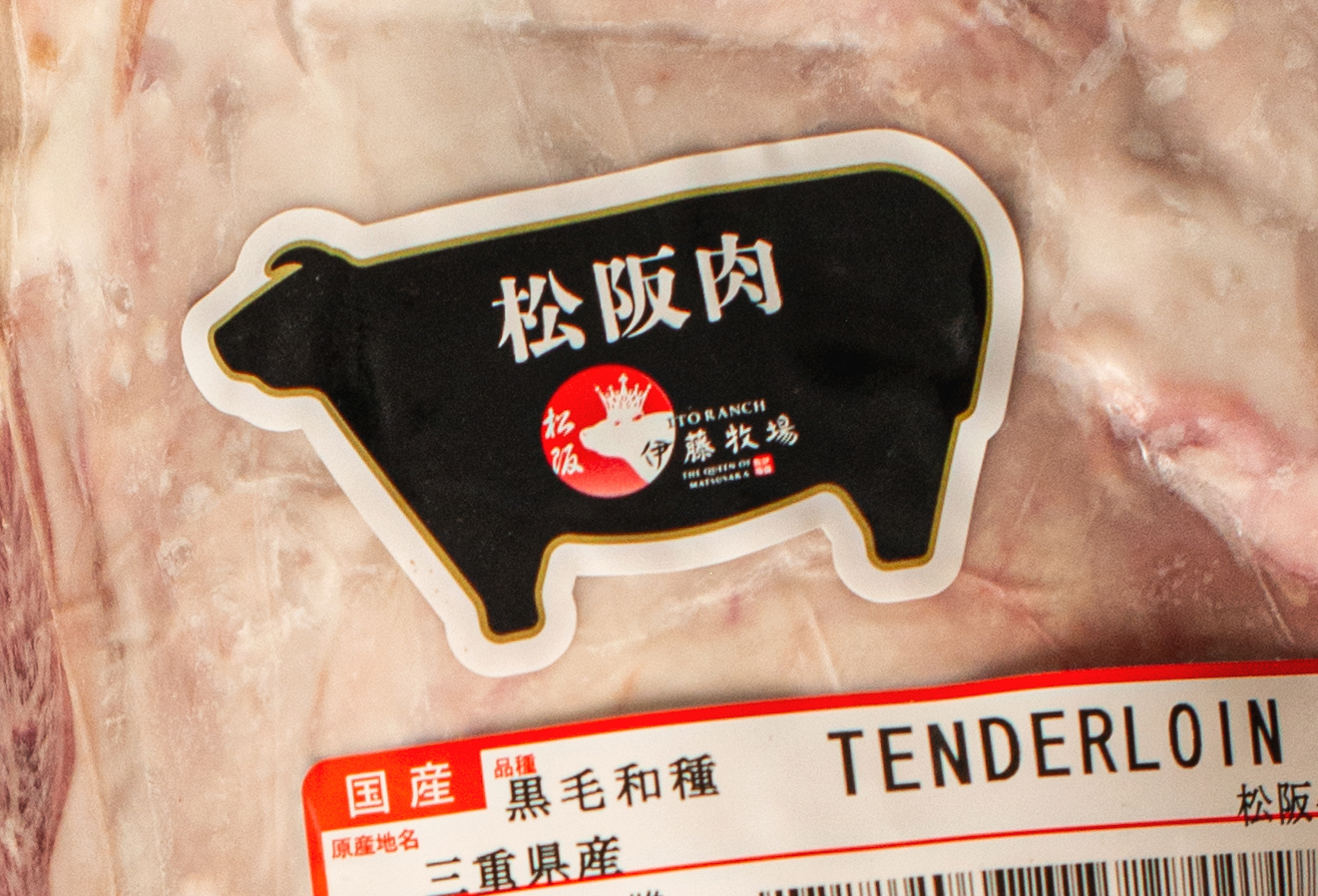
Sello de autenticidad de Ito Ranch en un paquete de solomillo.

Ito Ranch comercializa su carne con su propia marca, Ito Ranch, que distribuye a una pequeña selección de restaurantes. La granja pertenece al grupo de 83 granjas actualmente adscritas a la Matsusaka Beef Association y su carne recibe a su vez la denominación comercial de Matsusaka Beef. Ito Ranch es la única granja del mundo cuya carne requiere una autorización oficial para su venta. El distintivo de licencia es un certificado y una estatua con forma de vaca negra de 6 Kg de peso hecha a base de resina de poliácido láctico (PLA), propiedad de Ito Ranch y personalizada con el nombre comercial del licenciatario. La posesión de licencia concede al restaurante un radio de exclusividad de 840 metros. Los cortes de carne envasados tienen dos identificativos de autenticidad: una pegatina oficial de Ito Ranch, que representa la estatua de la licencia, y otra de Matsusaka Beef.
Los restaurantes interesados envían una solicitud a Ito Ranch a través de un distribuidor homologado. El solicitante debe especificar los cortes y cantidades deseadas, facilitar información sobre el perfil del restaurante y firmar un compromiso de comportamiento. Hiroki Ito evalúa la solicitud personalmente, sin un plazo de respuesta establecido. La concesión de licencias fuera de Japón está sujeta a disponibilidad de carne para la exportación y está previsto que conceda no más de 10 nuevas licencias hasta 2025. El personal del restaurante con licencia debe completar un curso de formación sobre los diferentes cortes y cómo cortarlos óptimamente, y otro curso sobre las características y la historia de la carne de Matsusaka.